# Sportfreunde Holthausen
Sportfreunde Holthausen war ein Sportverein aus Plettenberg-Holthausen im Märkischen Kreis. Die erste Fußballmannschaft spielte ein Jahr in der höchsten westfälischen Amateurliga.

## Geschichte
Am 1. März 1889 wurde der Turnverein Westfalia Holthausen gegründet, der im Jahre 1934 eine Fußballabteilung gründete. Anfang 1938 fusionierte der Verein mit dem Turnverein Elsetal Bremke zum TuS Elsetal Holthausen. Am 24. April 1949 spaltete sich die Fußballabteilung als Sportfreunde Holthausen ab. Zwei Jahre später gelang der Aufstieg in die Bezirksklasse. Nach einer Vizemeisterschaft im Jahre 1953 hinter dem SV Hemer 08 gelang ein Jahr später der Aufstieg in die Landesliga, die seinerzeit die höchste Amateurliga Westfalens bildete. 
Nach nur einem Jahr stiegen die Sportfreunde als Tabellenletzter wieder ab. Tiefpunkt der Saison war eine 2:10-Heimniederlage gegen die Sportfreunde Siegen. Im Jahre 1957 stiegen die Holthausener in die Kreisklasse ab und spielten nur noch auf lokaler Ebene weiter. Am 30. Juni 1971 fusionierten die Sportfreunde mit ihrem Mutterverein TuS Elsetal Holthausen zum TuS Elsetal. Dieser fusionierte wiederum zum 1. Juli 1992 mit den Sportfreunden Oestertal, Rot-Weiß Lennetal und der Spvg Plettenberg zum SC Plettenberg.